# エジプトへの逃避途上の休息 (ムリーリョ)
『エジプトへの逃避途上の休息』（エジプトへのとうひとじょうのきゅうそく、露: Отдых святого семейства на пути в Египет, 英: Rest on the Flight into Egypt）は、スペインのバロック絵画の巨匠バルトロメ・エステバン・ムリーリョが1665年ごろ、キャンバス上に油彩で制作した絵画である。1768年に、パリのルイ＝ジャン・ゲニャ (Louis-Jean Gaignat) のコレクションから取得されて以降、サンクトペテルブルクのエルミタージュ美術館に所蔵されている。絵画は、聖家族が2人のクピドに付き添われ、エジプトへ逃避する旅の途中で休んでいるところを描いている。この主題は人気のあったもので、多くの画家が取り上げた。

## 作品
作品の主題は、『新約聖書』中の「マタイによる福音書」(2章13-14) に簡潔に記されている。イエス・キリストの養父聖ヨセフは、天使からお告げを受けた。それは、ヘロデ大王が「ユダヤ人の王」となる新生児の脅威から自身を守るためにすべての初子 (ういご) を殺そうとしているというものであった。ヨセフは、家族とともにローマ帝国領となっていたエジプトへ逃げよという天使の指示に従った。何年か後に、彼らはヘロデ大王の死を聞き、帰郷し、イスラエル北部のナザレの町に安全のうちに落ち着いた。
本作は、洗練された色彩や調和のとれた構図を持ち、ムリーリョの円熟期の傑作の1つに数えられる。画面の中央には、聖母マリアと無心に眠る幼子イエスが表されている。美しいマリアのモデルはアンダルシア地方の娘たちの中から選ばれたといわれる。ムリーリョは宗教的主題に日常的な場面を持ち込むことによって、この作品を風俗画に近づけている。
イエスの下の白い布は、将来の磔刑後に彼の遺体が包まれる布を象徴する。また、白い布が掛けられている石は、イエスの受難後に建てられるカトリック教会を暗示する。左側にはイエスの寝姿を珍しそうに見守る2人の天使がおり、右奥にはヨセフや聖母子を乗せてきたラバを配している。ヨセフの存在がルネサンス期の同主題作に比べて大きいのは、トリエント公会議以降、父親としての彼の意義が強調されたからである。ムリーリョは、『小鳥のいる聖家族』 (プラド美術館) ではヨセフを聖家族の中心として描いている。